# Molophilus (Molophilus) pullatus
Molophilus (Molophilus) pullatus is een tweevleugelige uit de familie steltmuggen (Limoniidae). De soort komt voor in het Australaziatisch gebied.